# Schwanenjungfrau

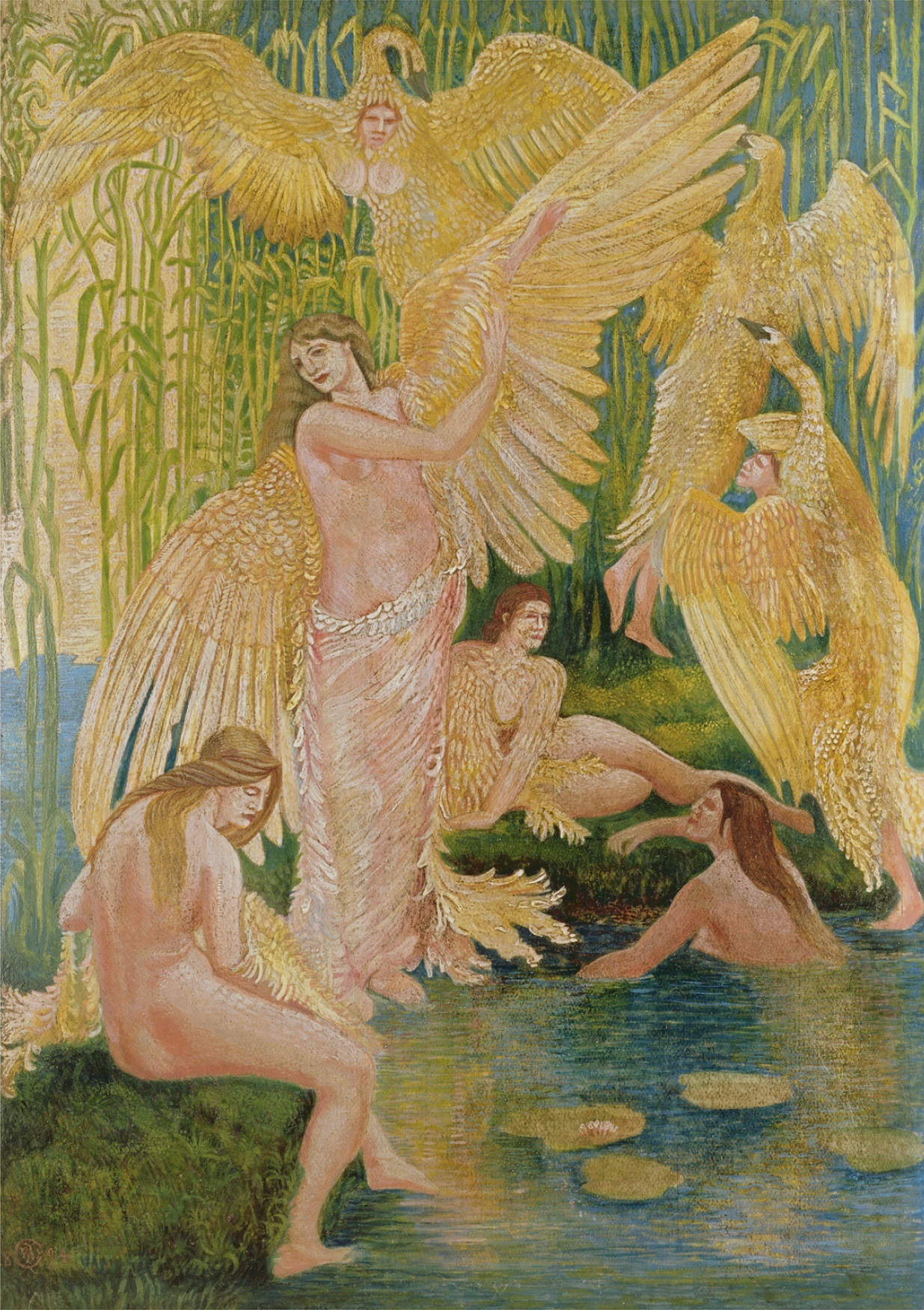
The Swan Maidens (Die Schwanen-Jungfrauen), Walter Crane, 1894

Schwanenjungfrau nennt man eine weibliche Sagengestalt, die sich durch Überwerfen eines Schwanenhemdes in einen Schwan verwandeln kann. Das sind zum einen Walküren, zum anderen wird es auch von Elfen berichtet.
Ein Sagenmotiv ist, dass ein unverheirateter junger Mann einer Schwanenjungfrau eine Feder ihres Hemdes stiehlt und sie dadurch daran hindert, wieder zum Schwan zu werden und ihm zu entfliehen, und so erreicht, dass sie ihn heiratet. Meist gehört zur Fortsetzung, dass sie ihm ein Kind gebiert, von dem sie eines Tages erfährt, wo die Feder versteckt ist, so dass sie fliehen kann.
Das Motiv des Schwanenmädchens war nicht nur inspirierend für die Musik, insbesondere für Tschaikowski, sondern auch für die bildende Kunst. Eines der wichtigsten Meisterwerke von Michail Alexandrowitsch Wrubel thematisiert das Schwanenmädchen.
Das mittelhochdeutsche Nibelungenlied erwähnt kurz zwei Schwanenmädchen, als Hagen von Tronje den Schatz im Rhein versenkt. Sie wurden Vorbild für die drei Rheintöchter bei Richard Wagner.
Im Wölundslied der Lieder-Edda wird das Motiv erweitert, insofern dort drei Brüder Schwanenjungfrauen heiraten, die alle drei nach sieben Jahren ihren Männern entfliehen. Wölund, der nicht den Versuch macht, seine Schwanenjungfrau zu finden, erleidet ein ähnliches Schicksal wie sie. Er wird gezwungen, bei seinem Herrn, dem König Nidung zu bleiben, und kann sich nur durch Herstellung von Flügeln aus dieser Gefangenschaft befreien.
Die chinesische Version ist urkundlich belegbar seit dem 4. Jahrhundert. Ein Mann stiehlt das Flügelgewand eines badenden Vogelmädchens und heiratet sie. Nachher gebiert sie ihm drei Töchter. Nach ein paar Jahren findet die Frau ihr Gewand und fliegt weg. Später kehrt sie mit drei neuen Flügelgewänden zurück und holt die Töchter zu sich. Dieses Motiv findet sich auch in der chinesischen Niulang-Zhinü-Sage (Kuhhirte und Weberin).
In Japan gibt es die Legende Hagoromo Densetsu (jap. 羽衣伝説), die sich bis auf das Ōmi-Fudoki aus dem 8. Jahrhundert zurückverfolgen lässt. Ein Mann stiehlt die Federrobe (Hagoromo) eines badenden Himmelsmädchens (Tennyo), ohne die es nicht mehr zurückkehren kann und zwingt sie ihn zu heiraten. Nach ein paar Jahren bekommt sie die Robe zurück, fliegt in den Himmel und lässt ihren Mann und ihre Kinder zurück.

## Ähnliche Motive
Eine Vermischung von Motiven des Schwanenmädchens und der Meerjungfrau findet sich literarisch ausgearbeitet von Friedrich de la Motte Fouqué in seiner Erzählung Undine. In der Gestalt der Melusine tritt oft ein Schlangenleib auf.
Im Märchen (AaTh 400) ist die Flucht der Frau oft eine magische und der Mann tritt eine Suchwanderung an, auf der ihm Wundergaben helfen. Am Schluss steht dann oft der Kampf mit einem Rivalen um die Vermählung (Grimms Kinder- und Hausmärchen 92, 93, 137, 193, 59a).